# 黄色い家

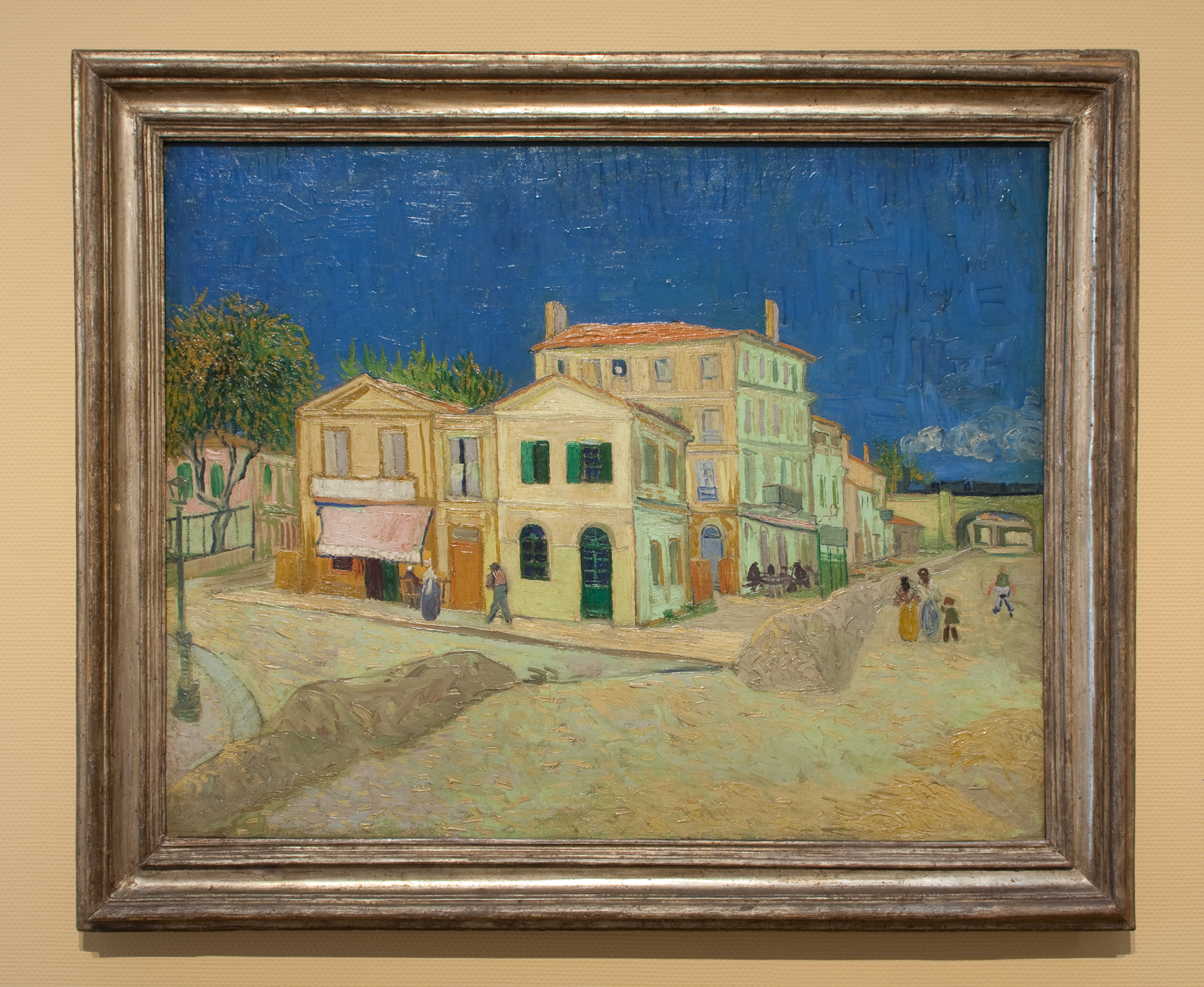
黄色い家、1888年、72×91cm、ゴッホ美術館蔵

黄色い家（きいろいいえ、フランス語: La Maison jaune, La Rue、オランダ語: Het gele huis）とは、1888年9月にフィンセント・ファン・ゴッホによって描かれた絵画。油彩。「アルルのゴッホの家」と記載されていることがある。
ゴッホ美術館所蔵。
ゴッホはアルル在住時にその拠点となる家を借りた。この家の2階が居室であった。居室の様子はファンゴッホの寝室に描いている。また、この家（部屋）を飾るための絵（例えばひまわり）を多く描いている。
この家は1944年に戦災で破壊され現存していない。